# 八重洲
八重洲（やえす）は、東京都中央区の町名である。
隣接する千代田区丸の内・大手町・有楽町、中央区日本橋・京橋とともに、日本最大級のオフィス街を構成している。広義では東京駅の東側一帯を指し、駅西側一帯の丸の内と対比される。大手町・丸の内・有楽町の「大丸有」に対して、日本橋・八重洲・京橋の「日八京」、または南側の銀座を含めて「日八京銀」エリアと総称される。
「八重洲」の地名は、元来、江戸時代には江戸城の和田倉門付近（内堀沿い）を指す地名で、そこには河岸があった。そこに1600年に日本に漂着したオランダ人航海者ヤン・ヨーステンが拝領した屋敷地があったのでこう呼ばれていたとされる（#「八重洲」の由来）。1872年に内堀と外堀（現在の外堀通り）に挟まれた場所（現在の東京駅西側、千代田区丸の内地区の一部）が八重洲町1、2丁目となった。1884年には呉服橋と鍛冶橋の間の外堀に八重洲橋が架けられ麹町区八重洲町と旧日本橋区・旧京橋区（現在の中央区）を結んだ。
1929年に八重洲町一帯は丸の内と改称され、八重洲と呼ばれる土地は一旦消滅した。だが、明治時代に外濠に八重洲橋が架けられていたことや、昭和初期に東京駅東口を「八重洲口」、駅前の幹線道路を「八重洲通り」と呼んだことから、東京駅東側のみが「八重洲」と認識されるようになった。行政地名として中央区に「八重洲」が設置されたのは第二次世界大戦後の1954年であり、現在中央区には八重洲一丁目と八重洲二丁目が設置されている。郵便番号は一丁目が103-0028、二丁目が104-0028。
現在の八重洲はビルが立ち並ぶオフィス街であり、さらに東京駅八重洲口の地下には東京で最大面積の地下街である八重洲地下街（通称ヤエチカ）があり、その真下の地下2階、東京駅に直結する場所には東京駅八重洲パーキングも所在する。
本項ではもともと八重洲と呼ばれていた土地および現在八重洲と呼ばれている土地について解説する。

## 現在の中央区八重洲の地理

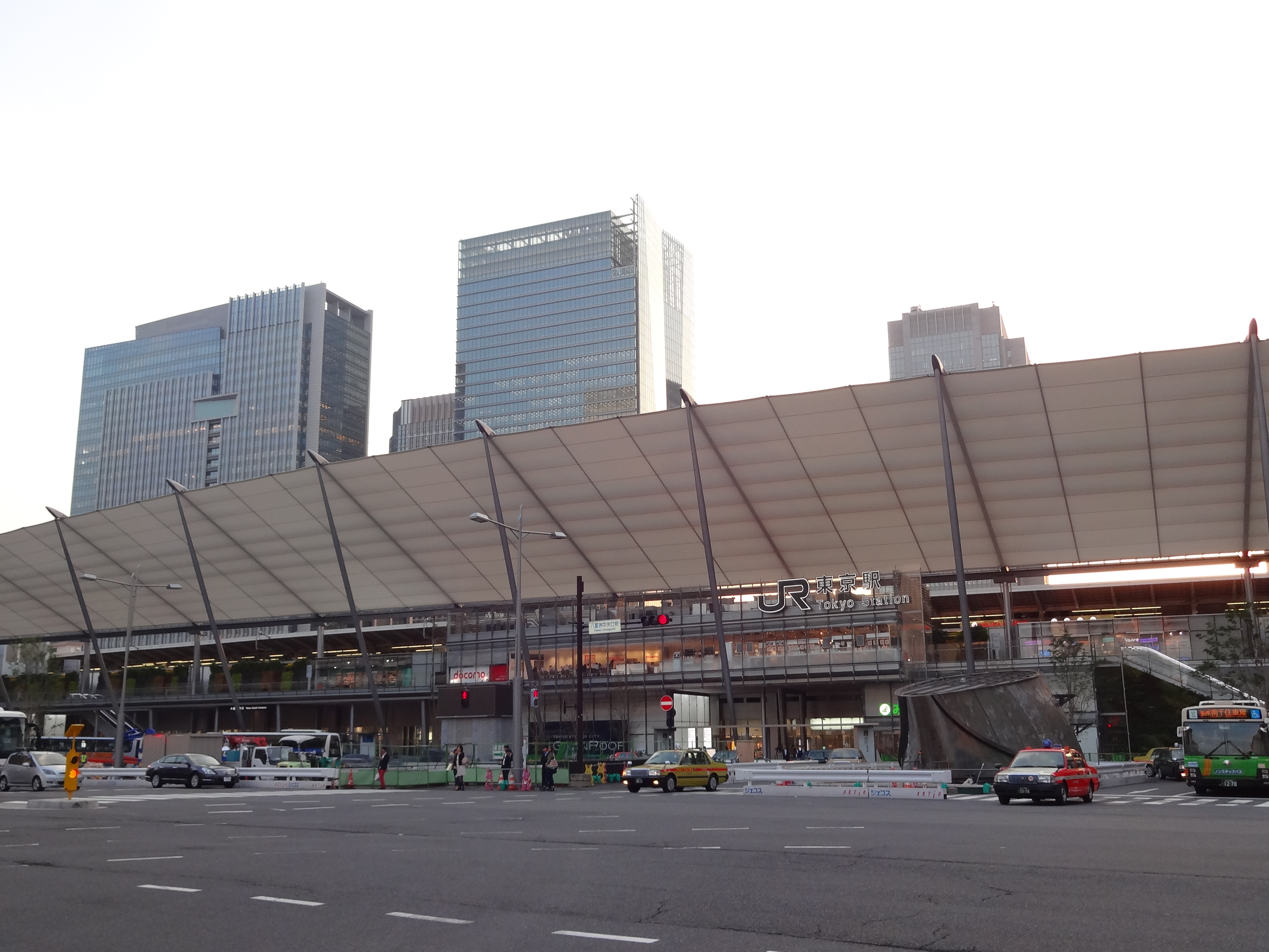
東京駅八重洲口の外観（2014年撮影）。東京駅舎はすべて千代田区丸の内に属する。

現行の行政地名の八重洲は、中央区の西部に位置する、南北方向に長い長方形状の区画である。西はおおむね外堀通り付近（旧江戸城外濠）を境界として千代田区丸の内・大手町と隣接する（後述）。北は日本橋川を隔てて日本橋本石町、北東角（西河岸橋上の一点）で日本橋室町と接する。西河岸橋から八重洲仲通り - 柳通りと名称の変わる一連の道路が東の境界となっており、日本橋・京橋と接する。また、南では東京高速道路（旧京橋川）付近を境界として銀座と隣接する。一丁目と二丁目があり、ほぼ中央を走る八重洲通りを挟んで北側が一丁目、南側が二丁目である。
中央区（八重洲）と千代田区（丸の内・大手町）の境界線は、かつて外濠の中央に引かれていた区界を引き継ぐものだが、外堀通りの線形とは一致しておらず、外堀通りの西側を通っている。これは外濠埋め立て後に駅の拡張や直線的な道路の整備が行われたためである。外堀通り以西で中央区八重洲に属する場所について、住居表示による街区表示では八重洲一丁目10番・11番街区が設定されているが、これらは実際の住所としては使われていない。
東京駅では西側の出口（皇居方面）を「丸の内口」、東側の出口（日本橋方面）を「八重洲口」と称することから、駅西側一帯が「丸の内」、東側一帯が「八重洲」と通称されている。ただし、行政上の千代田区丸の内と中央区八重洲の境界は、東京駅八重洲口駅前よりもやや東にあるため、東京駅の駅舎・プラットフォームなどの施設はもとより、八重洲口駅前に位置するグラントウキョウや丸の内トラストシティなどのビル群も千代田区丸の内一丁目に所在する。また上述のように、外堀通りのやや西側に区界が走っているために、鉄鋼ビルディングは区界をまたいで建てられている。
八重洲は中央区では唯一、旧日本橋区と旧京橋区にまたがる町名であり、一丁目が旧日本橋区、二丁目が旧京橋区である。一丁目と二丁目で郵便番号が異なっているのはその名残であり、集配担当も一丁目は日本橋郵便局、二丁目は晴海郵便局と分かれている。税務署は一丁目が日本橋税務署、二丁目が京橋税務署の管轄であり、消防署も一丁目は日本橋消防署、二丁目は京橋消防署の管轄となっている。

## 「八重洲」の由来

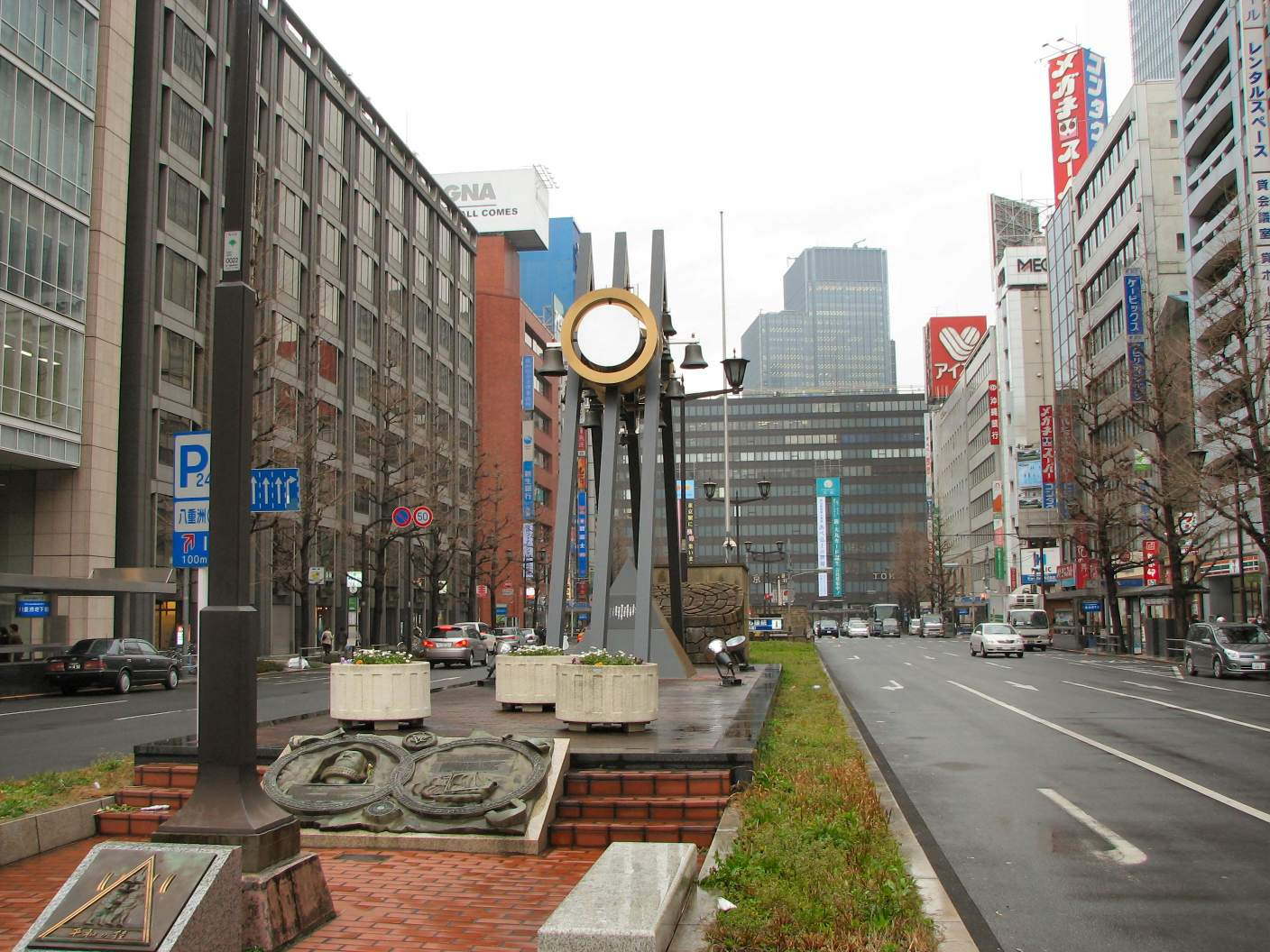
八重洲通り（日本橋三丁目交差点）にあるヤン・ヨーステン記念碑（2007年撮影）。

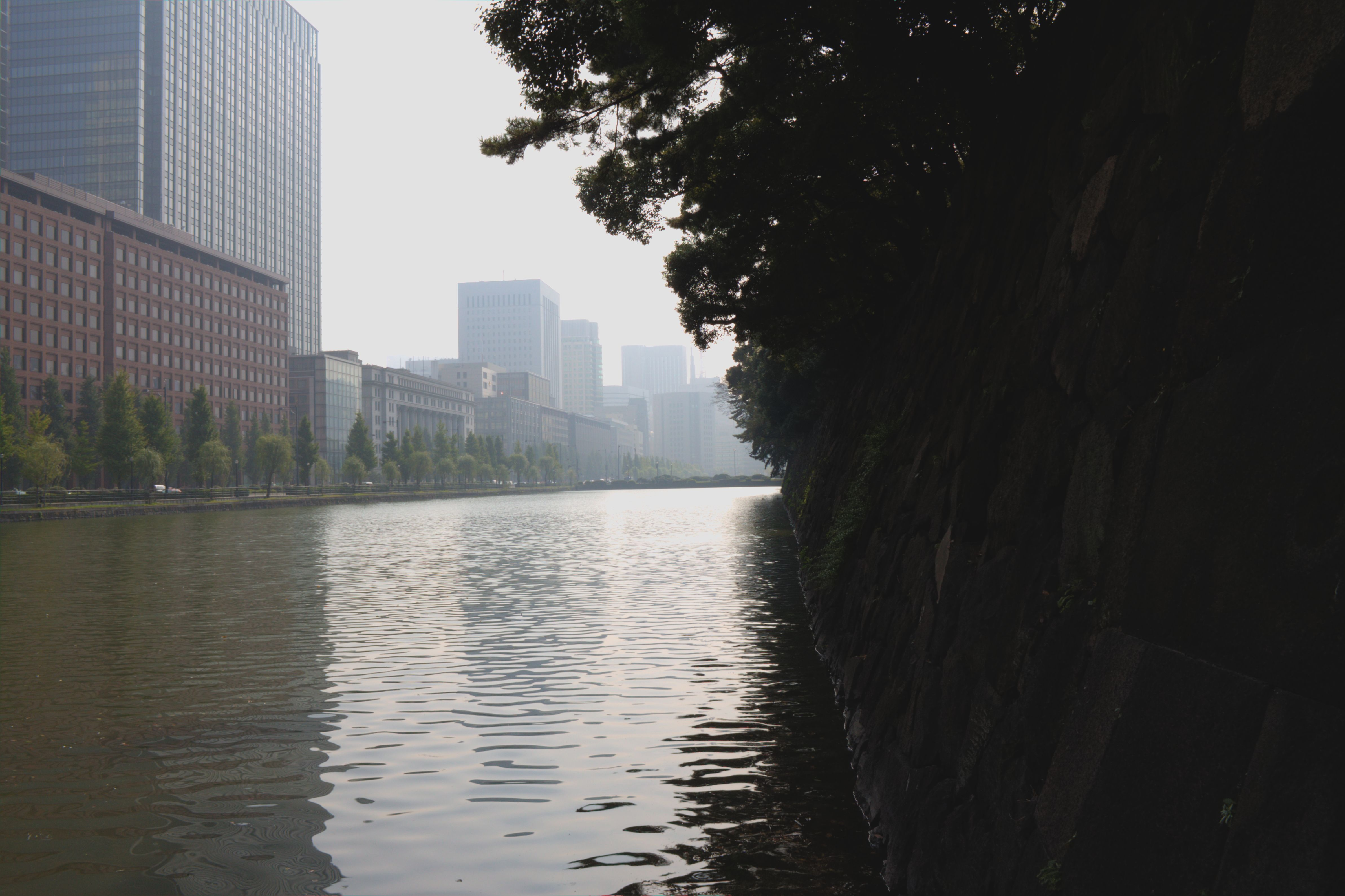
北側（和田倉門）から望む馬場先濠。江戸時代には馬場先濠外側の河岸が「八代洲（八重洲）河岸」と呼ばれていた。奥に見える明治生命館は江戸時代に八代洲河岸定火消屋敷があった場所で、明治期には八重洲町一丁目となった。

### 「八重洲」の語源
「八重洲」という地名は、1600年（慶長5年）に帆船「リーフデ号」の乗組員として日本に漂着したオランダ人、ヤン・ヨーステンの名に由来するというのが一般的な説である。ヨーステンは徳川家康に召し抱えられて国際情勢顧問や通訳として活躍、また朱印船貿易家としても活動した。その名は「ヤンヨウス」「ヤヨウス」などと呼ばれ「耶揚子:123（耶楊子）」などの漢字があてられた。ヨーステンが家康から与えられた屋敷の周辺を「やよす河岸」などと呼ぶようになったのが、地名としての「八重洲」の起こりである。これは、和田倉門から馬場先門周辺にかけての江戸城内濠（馬場先濠）沿い（現在の千代田区丸の内の日比谷通り沿い）である。江戸時代後期の江戸切絵図では、内濠沿いの道（現在の日比谷通り）に「八代洲河岸（川岸）」の文字が記されている。1849年（嘉永2年）の江戸切絵図（「御曲輪内大名小路絵図」）には、和田倉門から馬場先門にかけての内濠（馬場先濠）沿いの道（現在の日比谷通り）に「八代洲川岸」の文字が見られ、同年の別の切絵図（尾張屋清七版「御江戸大名小路絵図」）では馬場先門の南側の濠沿いの道に「八代洲河岸」の文字が記されている。
八重洲河岸は江戸湊に到着した船が日本橋川・道三堀と西へ遡り内堀で船荷を荷上げした地点であり、江戸城へ物資を運び入れるのに使われた。これらは江戸時代早期に整備された。
江戸時代には「八重洲河岸」「八代洲河岸」のほか、「耶揚子河岸」（『御府内備考』）、「八代曾河岸」（『江戸名所図会』『江戸砂子』）などさまざまな漢字表記があった。
江戸時代は、「東京駅の西側が丸の内、東側が八重洲」という現代の状況とは異なり、「八重洲」はもともと現在の丸の内に含まれる地域にあった地名であった。八重洲が東京駅の東側の地域名として定着し、丸の内の対と見なされるには、外濠に架かっていた八重洲橋という橋の存在と、東京駅の歴史が関わる（#歴史節参照）。
「八重洲」の地名のルーツとなったヨーステンを記念するものとして、八重洲通りの中央分離帯（日本橋三丁目交差点）に「ヤン・ヨーステン記念碑」と「平和の鐘」（1989年、日蘭修好380周年記念として建立）、八重洲地下街に「ヤン・ヨーステン記念像」がある。また、丸の内側の丸ビル横に「リーフデ号」のブロンズ像がある。

### 由来の典拠
「八重洲」という地名はヨーステンの屋敷が江戸城内濠沿いにあったことに由来するという説明は、古く江戸時代の地誌類に記載されている。
この地名が外国人に与えられた屋敷に由来するという説明の早い例は、1683年頃に成立した戸田茂睡の仮名草子『紫の一本』（むらさきのひともと）に見られる。この作品では、和田倉門前が「やようす河岸」と呼ばれていることを述べ、以下のように説明する。
以後、江戸中期に成立した地誌『江戸砂子』、江戸時代後期に幕府が編纂した『御府内備考』などでも、この河岸の名が外国人の名に由来するという記述が継承されている。

## 歴史

### 江戸時代から東京駅開業まで

#### 現在の八重洲地域

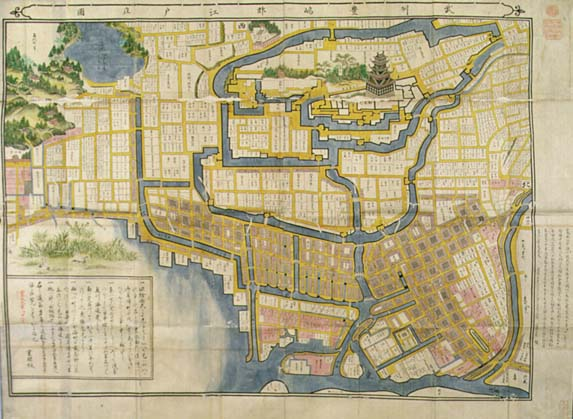
17世紀中期の江戸を描いた寛永江戸図。紅葉川は現在の八重洲通りにあたる。

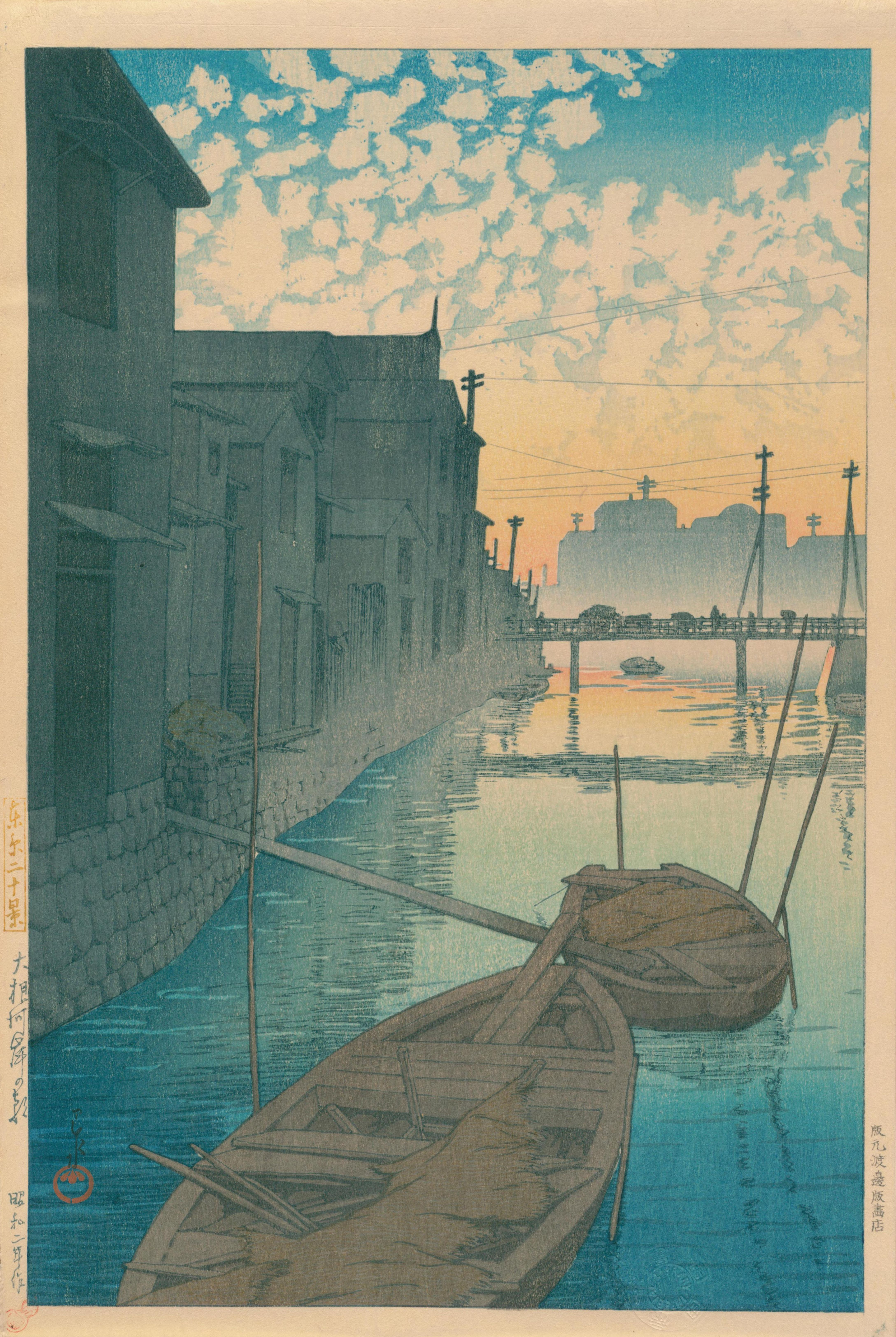
川瀬巴水『東京二十景』「大根河岸の朝」（1927年・昭和2年）。

江戸時代、現在の八重洲地域付近の江戸城外濠には、呉服橋と鍛冶橋が架かっていた。呉服橋は呉服橋交差点（外堀通りと永代通りの交差点）、鍛冶橋は鍛冶橋交差点（外堀通りと鍛冶橋通りの交差点）に名を残す。橋の内側には、呉服橋門と鍛冶橋門（江戸城三十六見附参照）が設けられており、外濠の内側は江戸城外郭（いわゆる「丸の内」）であった。外濠の外側は「城辺（しろべ）河岸」と呼ばれる河岸であり、商工業者の集住地であった。材木関係の職人が集住した（上・北・南）槇町、檜物町、桶町、（元・南）大工町、あるいは職業に基づく南鍛冶町や北紺屋町などの旧町名は、こうした歴史に由来する。
現在の八重洲一丁目の北縁を画するのは日本橋川である。日本橋川沿岸は河岸地が発達した場所で、現在の八重洲一丁目北端付近は西河岸と呼ばれた。後藤庄三郎屋敷（金座）などがある対岸とを結ぶ一石橋には「迷子しらせ石標」が設けられるなど、賑やかな地であった
外濠の呉服橋門は、旧町名の呉服町同様、幕府呉服司後藤縫殿助の屋敷が門外にあったことに由来する。江戸時代後期の慶長6年（1601年）には北町奉行所が呉服橋門内に設置され、以後何度か移転しているが、文化3年（1806年）から幕末まで呉服橋門内（現在の呉服橋交差点南西、東京駅日本橋口付近。千代田区丸の内一丁目）に置かれた。「都旧跡 北町奉行所跡」の解説板が、東京駅八重洲北口付近の丸の内トラストタワーN館東側にある。
現在の八重洲通りの場所には、江戸時代初期に外濠と楓川（現在の首都高速都心環状線）を結ぶ運河「紅葉川」があった。紅葉川は江戸城建設資材を運搬するために開削された運河であるが、正保年間（1644年 - 1647年）に西半分にあたる外濠と中橋（東海道に架かっていた橋。現在の日本橋三丁目交差点付近）の間が埋め立てられて火除地とされ、中橋広小路と呼ばれた。
現在の八重洲二丁目南部にあった鍛冶橋門の名は、門外に南鍛冶町があったことに由来する。鍛冶橋門外には狩野探幽が屋敷を拝領し、鍛冶橋狩野家を興した。桶町には幕末期に千葉定吉の剣術道場である桶町千葉道場があった。
桶町からは1641年（寛永18年）、1647年（正保4年）と大火が発生、周囲に延焼した。
現在の八重洲二丁目南端には京橋川があり、江戸時代には一帯に大根河岸と呼ばれる青果市場が成立した。大根河岸は明治期に京橋大根河岸市場として認可され、築地市場（東京市中央卸売市場築地本場）が開設されて市場機能が集約される昭和初期まで青果市場として繁栄した。築地市場はその後豊洲に移転し現在の豊洲市場となっている。現代は中央区の道路愛称として「京橋大根河岸通り」の名があるほか、京橋町内の旧・京橋親柱付近に「京橋大根河岸青物市場跡」の石碑が建てられている。
1872年（明治5年）に郡区町村編制法が施行され、東京府のもとに15区が置かれた。この際、現在の八重洲通り以北が日本橋区、以南が京橋区となった（#地名の変遷参照）。
1904年（明治37年）、外濠沿いの道路に東京電気鉄道（通称「外濠線」、のちに市電・都電となる）の路面電車が開通した。新橋駅北口の土橋から、数寄屋橋・鍛治屋橋・呉服橋を経て、北は御茶ノ水に至る路線であった。このうち新常盤橋以南は「土橋線」と呼ばれていた。

#### 八代洲河岸と麹町区八重洲町

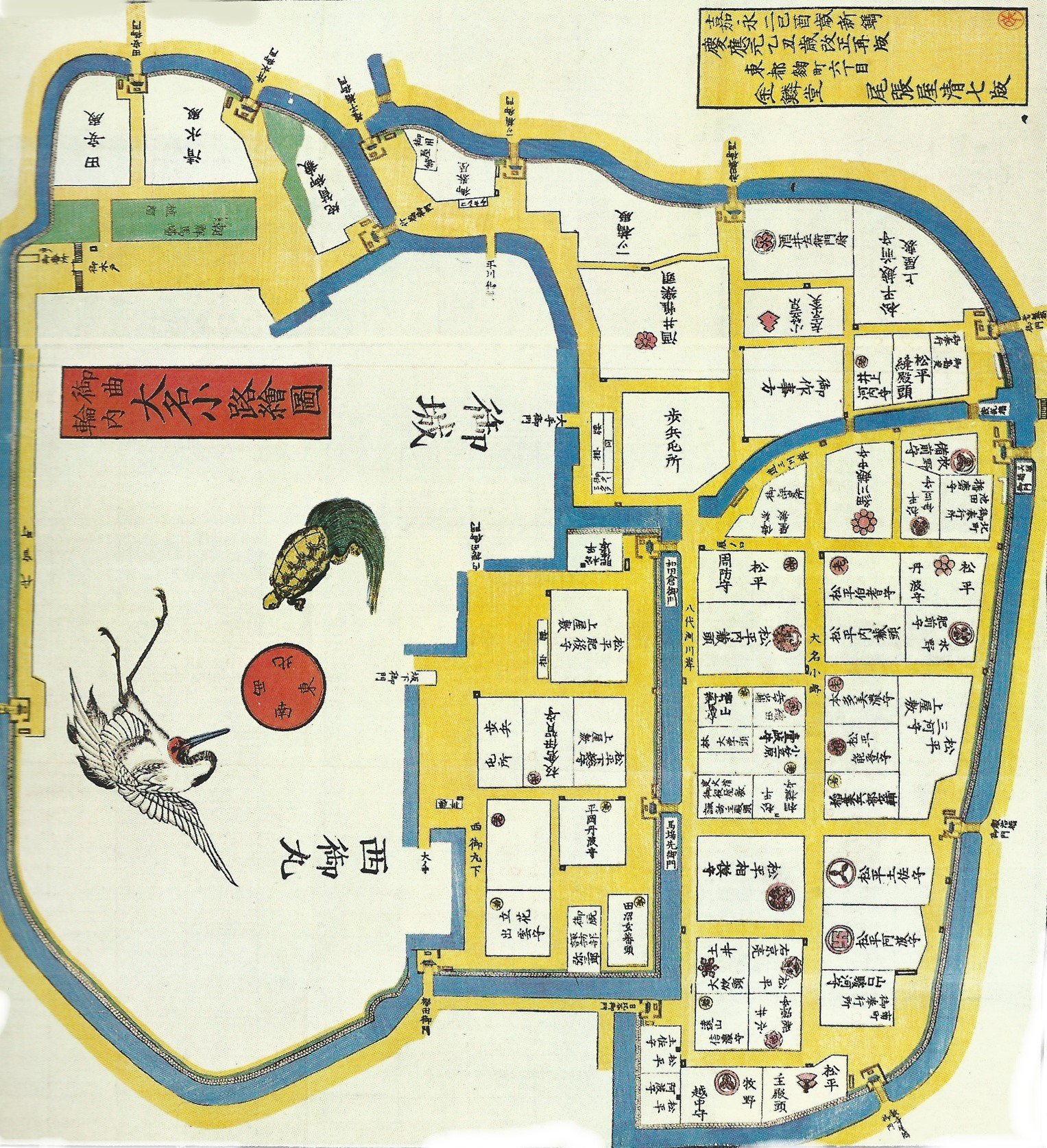
尾張屋清七版「御曲輪内大名小路絵図」（1849年・嘉永2年）。和田倉門の南側に「八代州川岸」の文字がある。

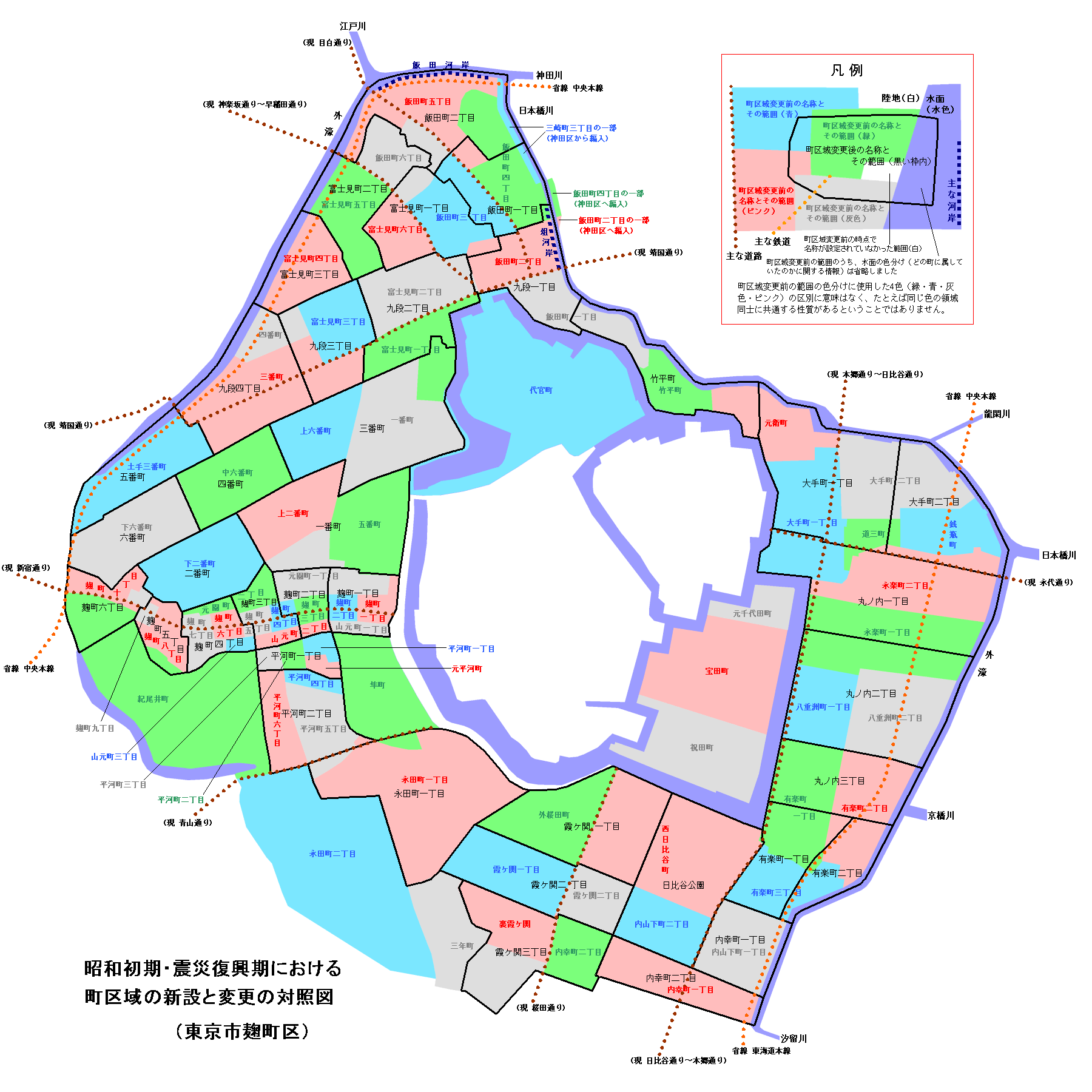
昭和初期の麹町区の町名再編。「八重洲町」が見える。

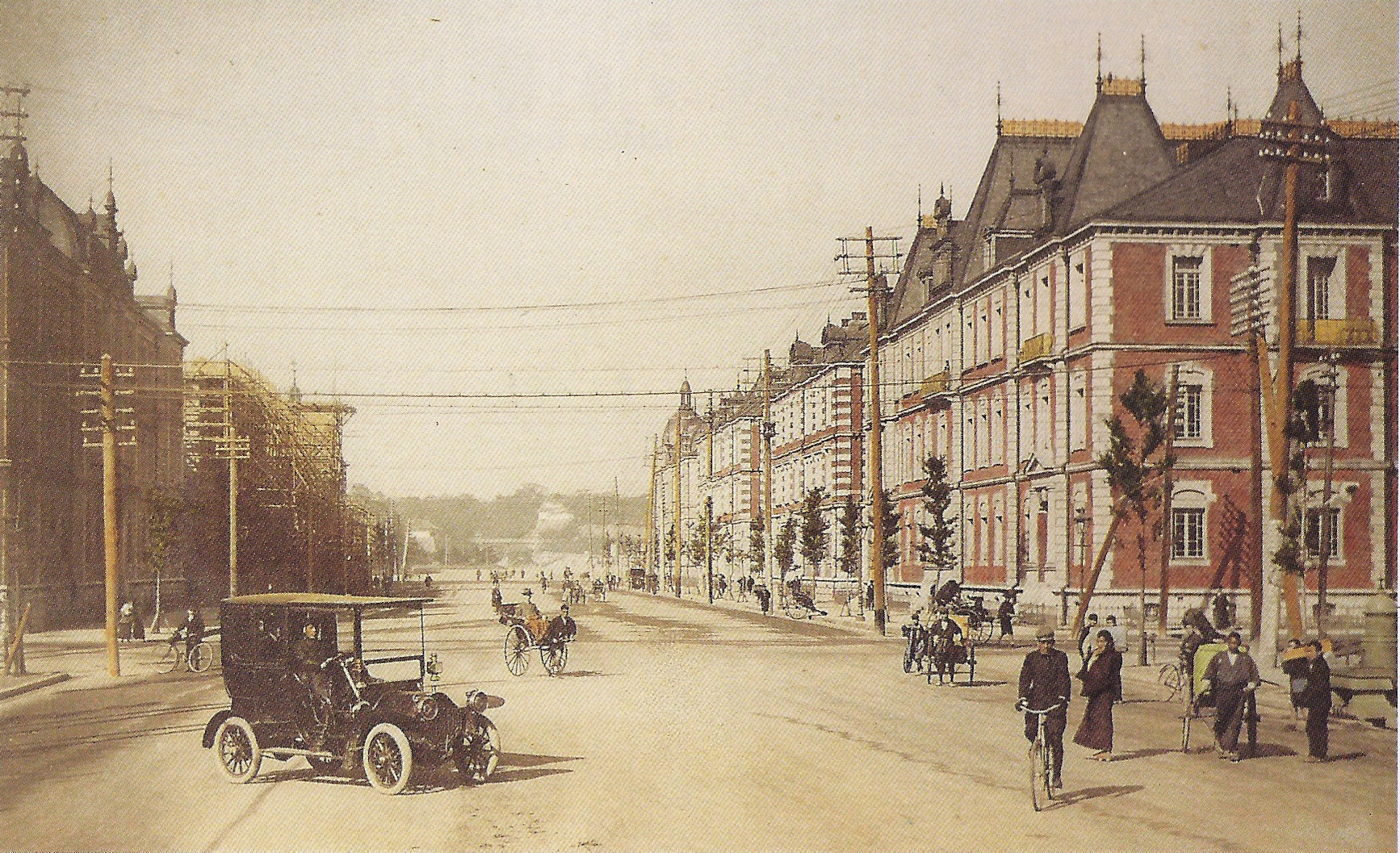
1903年ごろの「一丁倫敦」。馬場先門通りの北側（図の右側）は麹町区八重洲町で、右手前にある角地のビルが三菱第1号館。南側（左側）は当時は有楽町で、現在は丸の内三丁目となっている。

徳川家康の江戸入府当時、日比谷から皇居外苑・和田倉門付近まで日比谷入江が入り込んでおり、その東側には江戸前島と呼ばれる半島状の地形があった。『慶長記』には、道三河岸とともに八重洲河岸の記載があり:960、この記述は江戸における「河岸」の初出ともなっている:960。江戸前島の付け根部分、和田倉門から呉服橋門にかけて道三堀と呼ばれる水路が開削され、周辺に市街地が成立したのが江戸の町割りのはじめとされるが、江戸前島の日比谷入江側に成立した八重洲河岸は、江戸初期の中心的な河岸の一つであり、築城資材を積んだ船が入って江戸城建設の起点となるとともに、経済活動の拠点ともなった。1608年（慶長13年）には、道三河岸と八重洲河岸に奉行所が設置されて町人の見張り番所が置かれた:960。
外濠の開削・日比谷入江の埋め立てが進められると、外濠の内側は江戸城内部（御曲輪内）とされた。御曲輪内の町人地は「内町」とも呼ばれた（寛永江戸図では内濠外側に河岸や町人地が残されている）が、城下の整備とともに町人は外側へと移転させられていった。八重洲河岸は寛永5年（1628年）に御用地となり、町人には代地が与えられた。八重洲河岸にあった漁師町は京橋付近に移され、新肴町（現在の中央区銀座三丁目）になった:32。弥左衛門町（銀座四丁目）もこの時に八重洲河岸から移転した。
こうして、内濠と外濠とに挟まれた一帯（現在の東京駅および西側の丸の内を含む）には大名屋敷（江戸藩邸）が立ち並び、中央を走る街路から大名小路と呼ばれる地域となった。
万治3年（1660年）、馬場先門近くの「八代洲河岸」（現在の明治生命館付近）に幕府直轄の消防組織である定火消屋敷の一つが置かれた。浮世絵師の歌川広重は定火消同心安藤家の嫡男として八代洲河岸の定火消屋敷で誕生し、のちに火消同心職を務めた。また、定火消屋敷付近には高倉屋敷（衣紋道の高倉家の江戸での滞在施設であることに由来する名）があり、徳川吉宗の時代に儒学教育施設となった。
この一帯の大名屋敷は、安政2年（1855年）の安政の大地震で被害を受けた上に、幕末期に政治の中心が上方に移ったこともあって荒廃した。大名屋敷は明治維新後に官有地となり、官庁や軍施設が置かれたが、1872年には銀座大火で焼失を被った。
1872年（明治5年）、外濠と内濠にかけて「八重洲町一 - 二丁目」の町名が設定された。この「八重洲町」は現在の丸の内二丁目の南部にあたり、おおむね丸ビル南側の通り（丸の内2ndストリート）以南、馬場先通り以北である。内濠（八重洲河岸）に面した側（馬場先門外）が「八重洲町一丁目」、外濠に面した側（鍛冶橋門内）が「八重洲二丁目」であった。この時期、通称として「丸の内」は八重洲町や、その北隣の永楽町などを含む一帯の地名として使用されていた。1878年（明治11年）にこの地域は麹町区に含まれた。
1883年（明治16年）測図の「東京図測量原図 : 五千分一 東京府武蔵国麹町区八重洲町近傍」によれば、内濠側の八重洲町一丁目に東京鎮台騎兵営・輜重兵営の陸軍施設、外濠側の二丁目に司法省、東京裁判所、大審院、警視庁、監獄といった官庁が置かれていた。
1884年（明治17年）、外濠に八重洲橋が架けられた（呉服橋と鍛冶橋との中間、現在の東京駅八重洲口の目の前）。橋の名は、日本橋区・京橋区（現在の中央区）から麹町区八重洲町（二丁目）に通じることから付けられた。
1890年（明治23年）、八重洲町一丁目を含む丸の内一帯の広大な土地（上記施設が転出した跡地）が、三菱の岩崎弥之助に払い下げられた。いわゆる「三菱ケ原」「三菱村」である。1892年（明治25年）、麹町区八重洲町一丁目1番地（現在は丸の内二丁目6番2号）に三菱一号館（建設当時は「第1号館」）が建設されたのを嚆矢として、馬場先門通り（馬場先通り）沿いには赤レンガ造のオフィスビルが並ぶようになり、「一丁倫敦」と呼ばれることになる。

### 東京駅の開業以後

#### 「丸の内口」と「八重洲口」

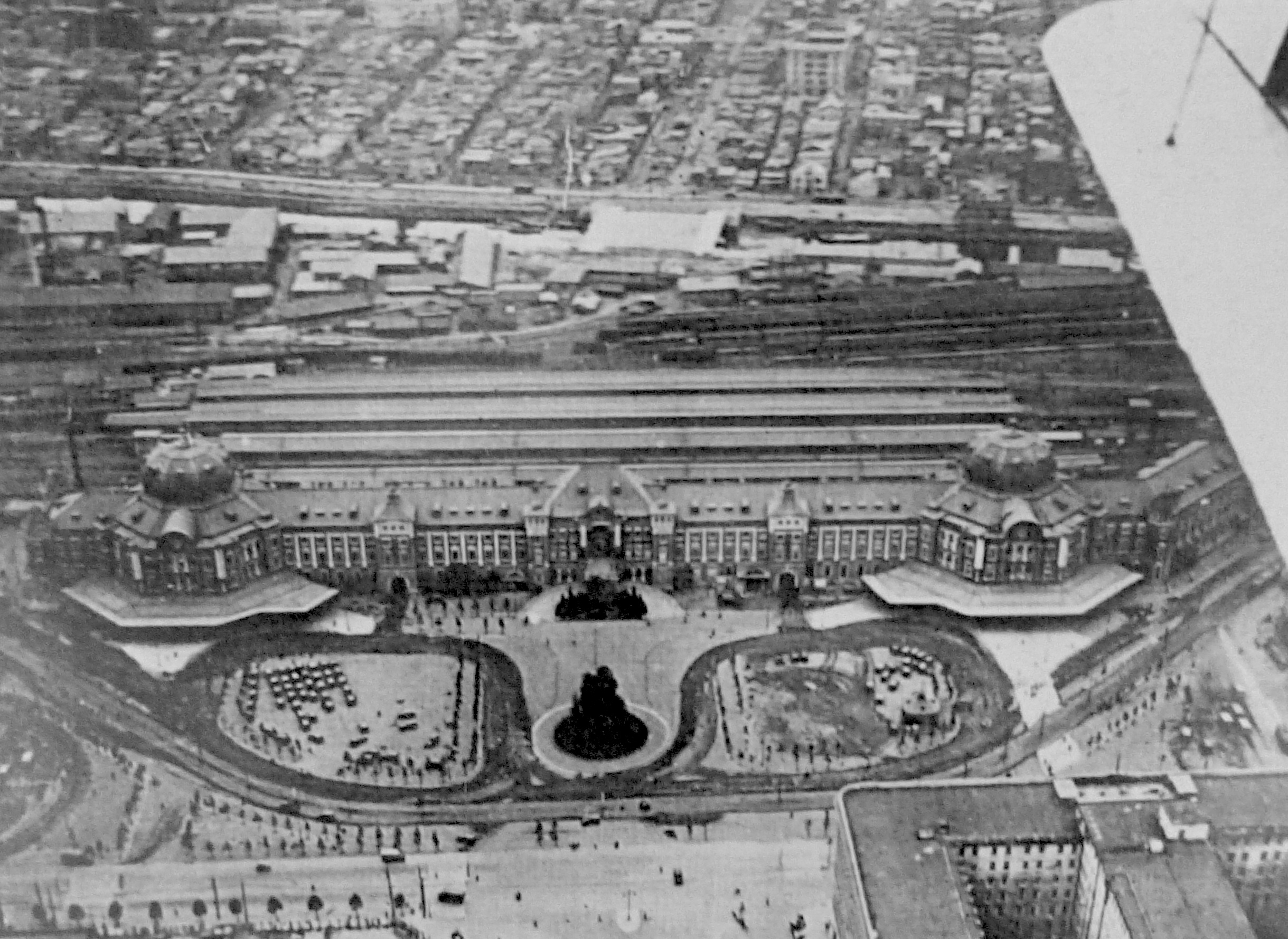
東京駅の丸の内側からの空撮（1931年頃）。外濠川に架かる八重洲橋が見える。

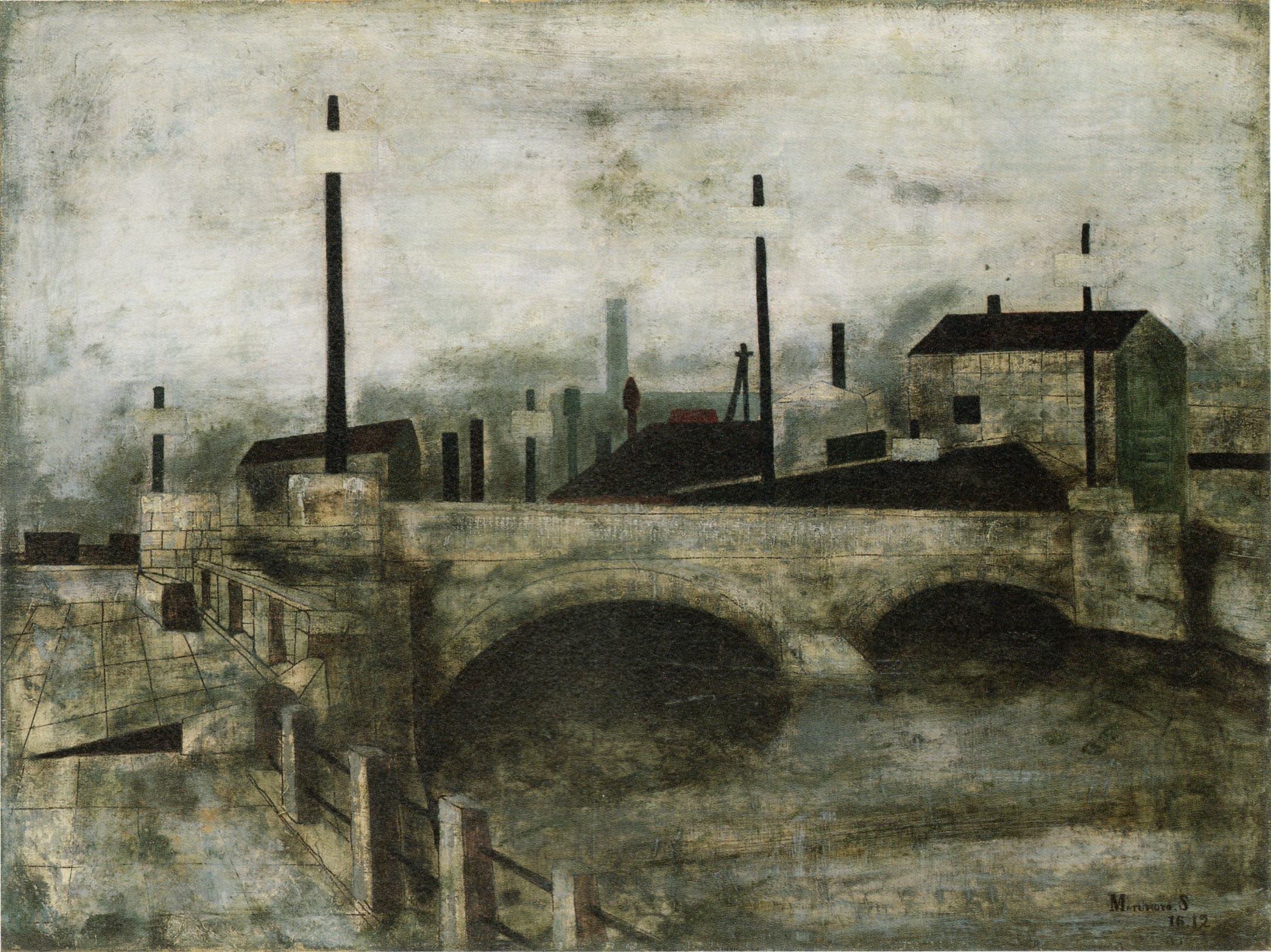
松本竣介『橋（東京駅裏）』（1941年）。八重洲橋を描いている。東京駅の八重洲口側は、長らく「東京駅裏」と意識されていた。

1914年（大正3年）、東京駅が開業した。この時、駅舎は西側（皇居側）にのみ置かれ、東側には車両基地が設けられたため、八重洲橋は撤去された。
東京駅の改札が西側にしかなかったことから、日本橋などがある東側へ行くには迂回を強いられた。1923年（大正12年）の関東大震災後で駅東側の地域も大きな被害を受けたが、震災復興再開発事業の一環として1925年（大正14年）に八重洲橋が再架橋され、東京駅の車両基地の上を跨ぐ跨線橋が作られて丸の内側に直線的に行けるようになった。1929年（昭和4年）には東京駅東側に乗車券売場のみの改札口が設けられた。東京駅の改札は当初、西側を「八重洲町口」、東側を「八重洲橋口」と呼んだ。
1929年（昭和4年）には、東京駅周辺の町名が再編成され、東京駅の西側にあった麹町区「八重洲町」が廃されて「丸ノ内二丁目」となった。町名再編成の結果、東京駅の西側から「八重洲」の地名が消滅し、東京駅の改札も「八重洲町口」を「丸ノ内口」と、「八重洲橋口」を「八重洲口」と改称した。また、震災復興事業に関連して、日本橋区と京橋区の境界となっていた道路が「幹線7号街路」として拡幅・延伸され、「八重洲通り」と命名された。こうしたことから、東京駅を中心として西側を「丸ノ内」、東側を「八重洲」とする地理的雰囲気が醸成されていった。
麹町区八重洲町一丁目1番地であった土地（三菱一号館の北側）に三菱によって建設されたビル（1926年〈大正15年〉2月着工、1929年〈昭和4年〉3月竣工）は、「八重洲ビルヂング」と命名された。このビルは1962年（昭和37年）に「丸ノ内八重洲ビルヂング」と改名されたが、これは「八重洲側」にあるように誤解されるというテナントからの苦情があったためである。丸ノ内八重洲ビルヂングは2006年に解体され、現在は丸の内パークビルディングが建つ。

#### 戦災と復興
太平洋戦争末期、空襲により八重洲口周辺の市街は壊滅的な被害を受けた。
戦後、戦災残土（瓦礫）処理のために外濠や京橋川は埋め立てられた。占領当局から戦災残土処理が命令される一方で、必要な機材や燃料は不足しており、濠や川の埋め立ては手っ取り早い方法であった（ただし、戦前から濠や川の埋め立て計画が立案されてはいた）。1948年（昭和23年）には八重洲橋も姿を消した。埋め立てられた外濠跡を用いて駅の拡張工事が行われた。1948年（昭和23年）11月、八重洲口に新駅舎が建設されたが、6か月後の1949年（昭和24年）4月、失火により焼失した。
戦前、東京駅の乗降客数の割合は 6:4 でオフィスビルが多い丸の内側が多かった。しかし戦後、丸の内側の多くのオフィスビルが連合国軍最高司令官総司令部に接収されたため、追い出された企業の多くが東京駅をはさんだ八重洲に拠点を求めた。このことにより、一時的に八重洲側の乗降客数が逆転、地価も暴騰した。

### 現行行政地名「八重洲」の成立と八重洲口の発展
1954年（昭和29年）、日本橋呉服橋、槇町が改称し、八重洲という町名が生まれた。これによって名実ともに東京駅の西が丸の内、東が八重洲になった。1954年（昭和29年）には新たな八重洲口駅舎（鉄道会館ビル）が竣工、大丸東京店が開業した。鉄道会館ビルは1968年に6階建てから12階建てに増築され八重洲のランドマークになった。
1964年（昭和39年）の東京オリンピック前後には八重洲でビル建設ラッシュが続き、1960年代後半には大規模な八重洲地下街が段階的に建設され商業施設が大幅に増えた。
1968年には外堀通りを通っていた都電土橋線が廃止された。
1978年9月、八重洲口駅前に八重洲ブックセンターが日本最大級の書店として開業。地下1階から地上8階までの全9フロアで書籍を販売する大型書店で、この八重洲口本店はビジネスパーソンなど東京の人々の好奇心を満たす聖地になっていたが、44年間営業した後、周辺街区の再開発計画に伴い2023年3月31日で営業終了。2024年6月に八重洲口本店のレガシーとして東京駅八重洲口直結の「グランスタ八重洲」内に小ぶりの店舗を開店、さらに同地区で2028年度竣工予定の超高層大規模複合ビルへの将来的な出店を計画している
平成以降の八重洲口は、隣接する丸の内に比べ老朽化したビルが目立ち、再開発はあまり進んでいなかったが、東日本旅客鉄道（JR東日本）が2006年から開始した「東京ステーションルネッサンス」の一環として再開発事業が進められた。2007年11月、鉄道会館ビルの南北に超高層ツインタワービルグラントウキョウが大丸の移転とともに竣工した。その後、鉄道会館ビルは解体され、2013年9月、跡地にペデストリアンデッキ「グランルーフ」が竣工した。駅前広場が整備され、狭かったバス乗り場は大幅に拡張された。鉄道会館ビルの解体により、東京湾側から丸の内側への海風の通り抜けが改善され、ヒートアイランド現象の緩和が見込まれている。
一方、発展とともに風紀の乱れも生じてきたため、2012年に東京都は迷惑防止条例に基づき、八重洲一丁目を客引きやスカウトのみならず、それらを行うために待機する行為なども禁止する区域に指定した。犯罪の発生件数も多く、2024年に警視庁が取りまとめた『令和5年区市町村の町丁別、罪種別及び手口別認知件数』によれば、八重洲一丁目で2023年に発生した犯罪認知件数は263件であり、東京23区の中で11番目に多い。

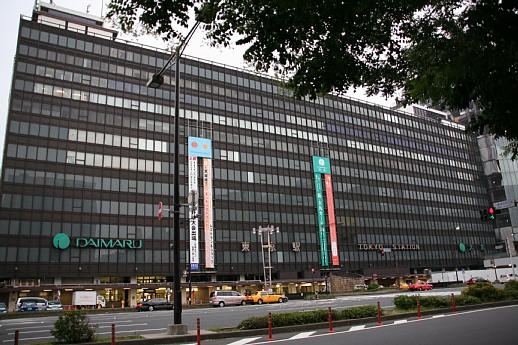
東京駅八重洲口の鉄道会館ビル（2006年）
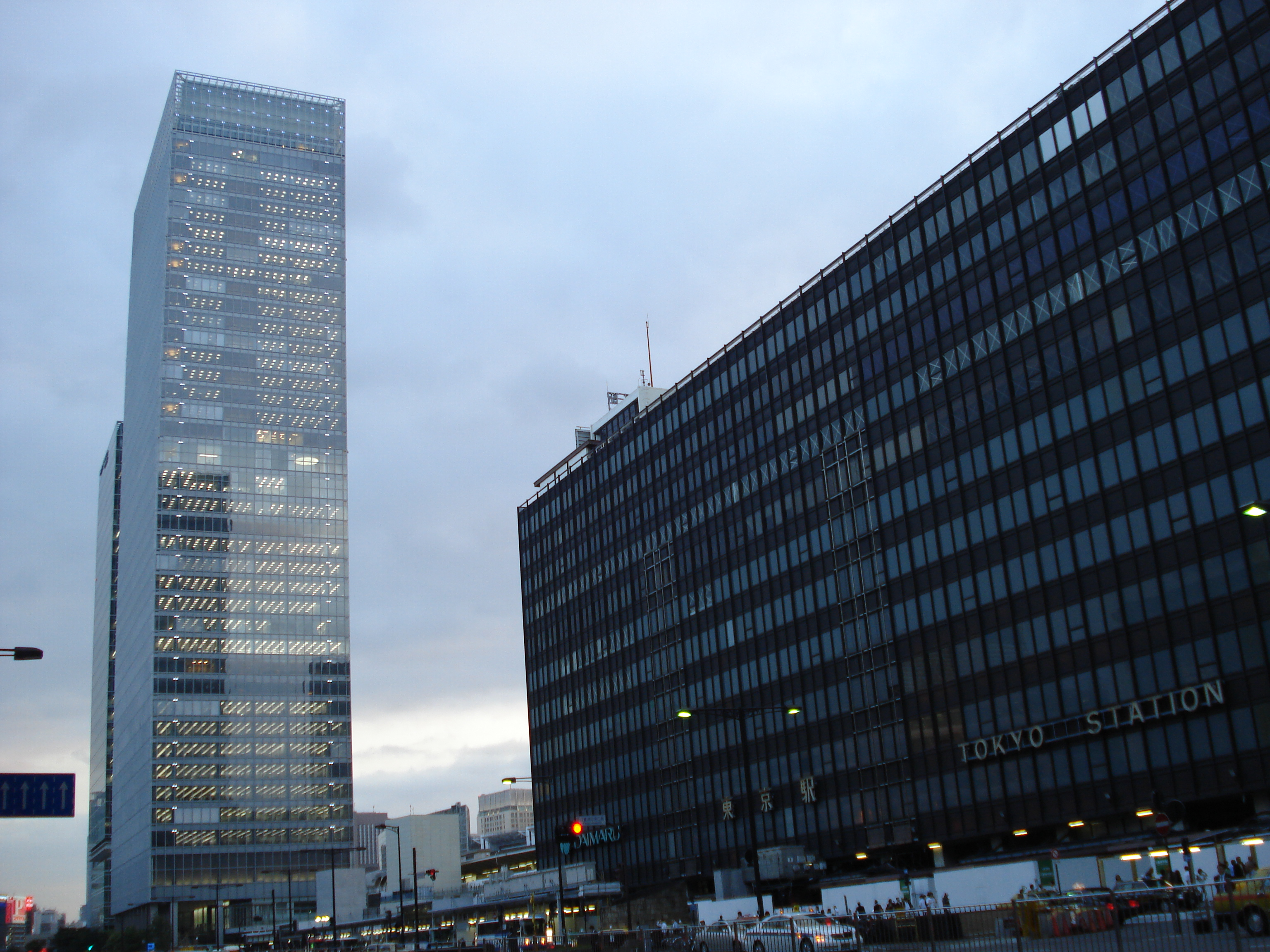
鉄道会館ビルとグラントウキョウサウスタワー（2008年）
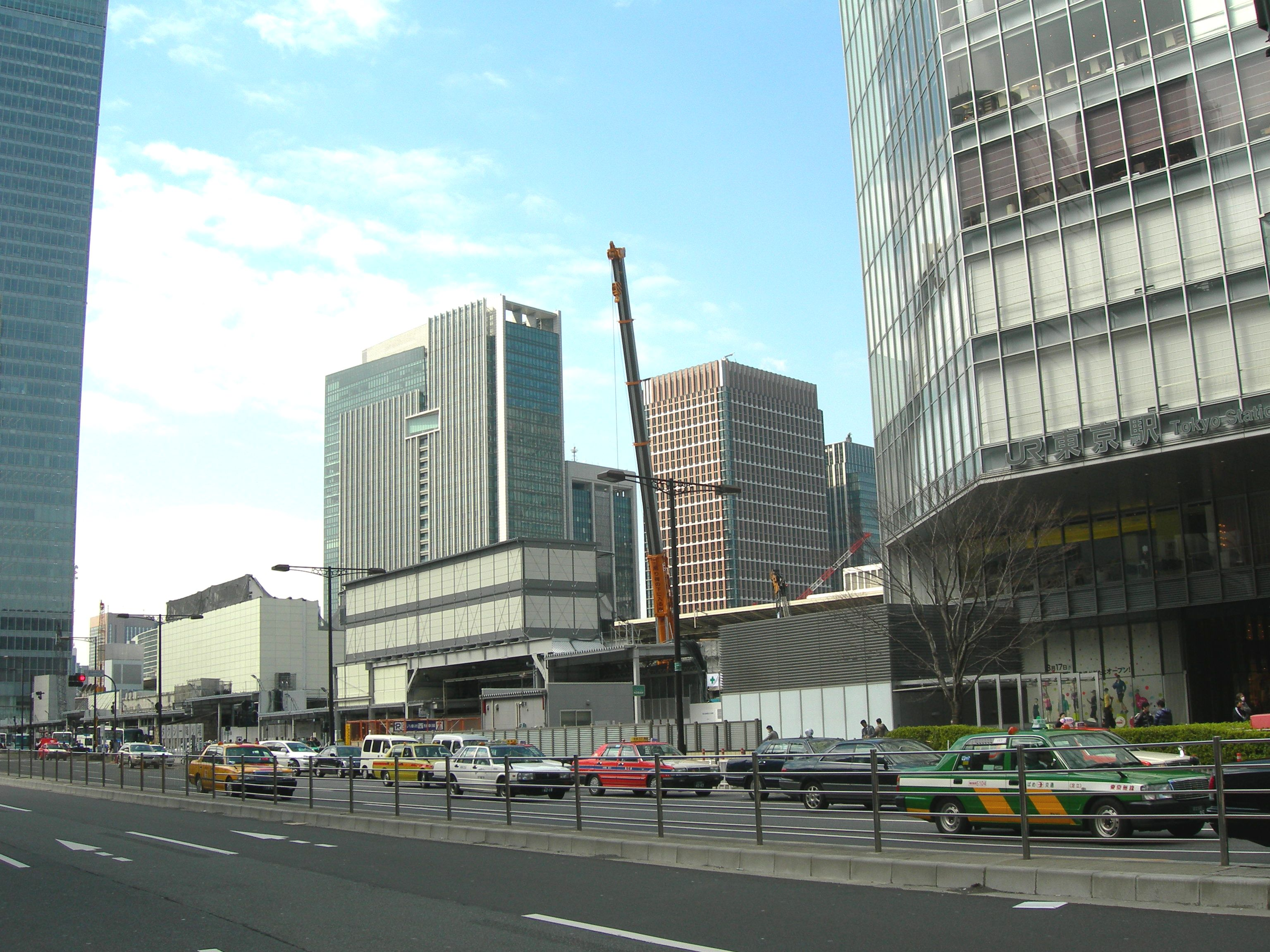
鉄道会館ビル解体後（2010年）
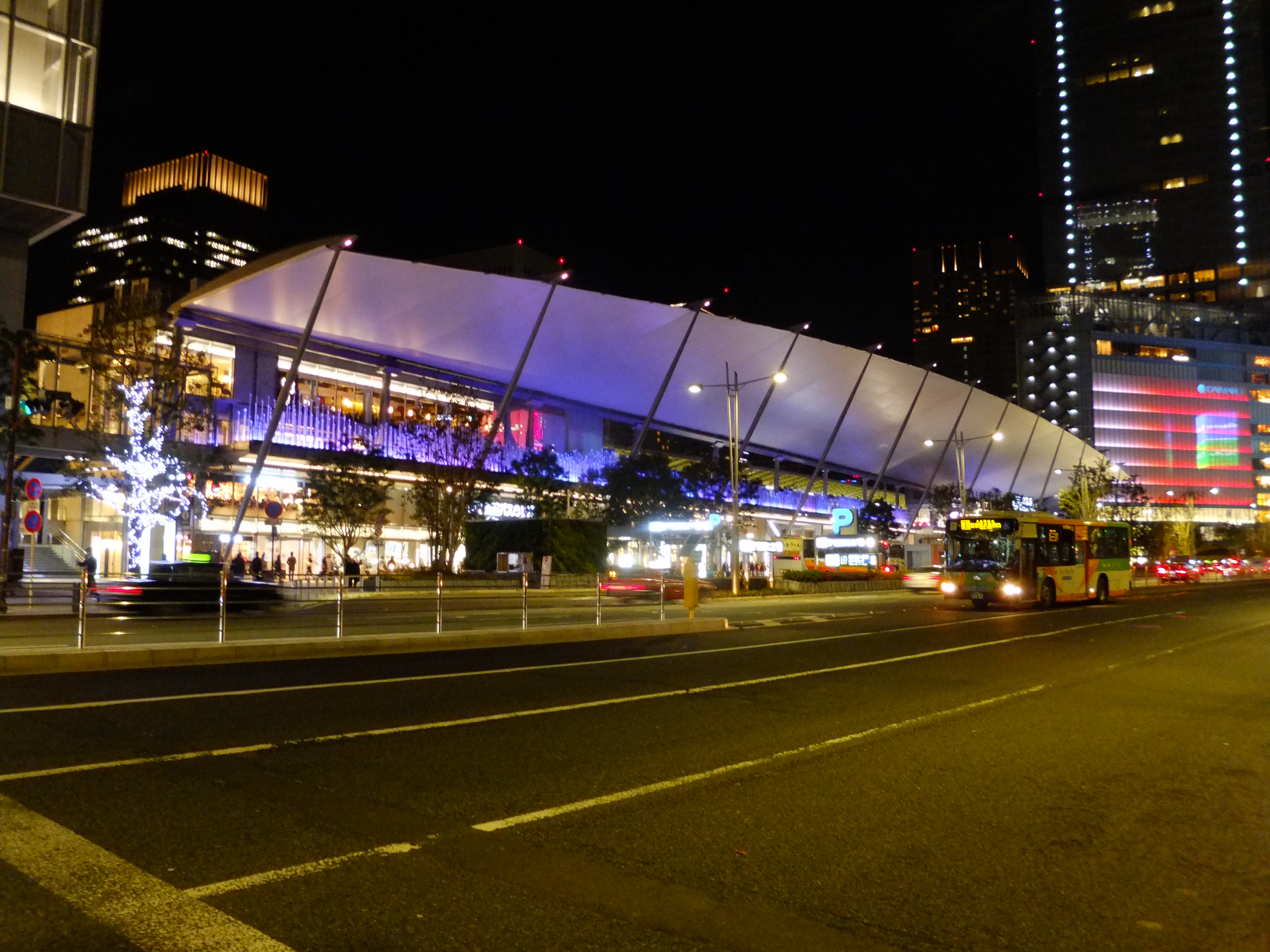
東京駅八重洲口のグランルーフ（2014年）
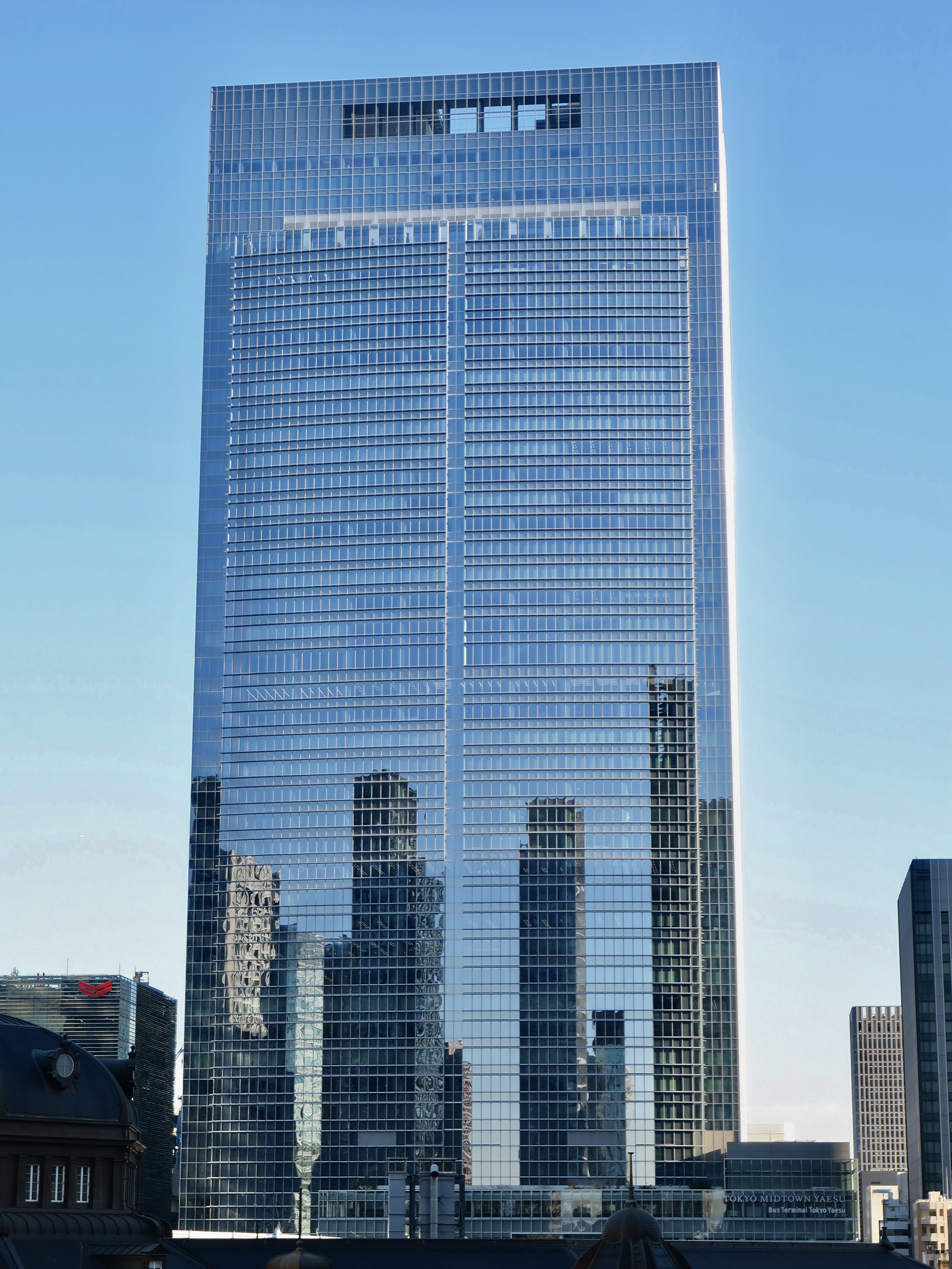
東京ミッドタウン八重洲 八重洲セントラルタワー（2022年）

## 地名の変遷

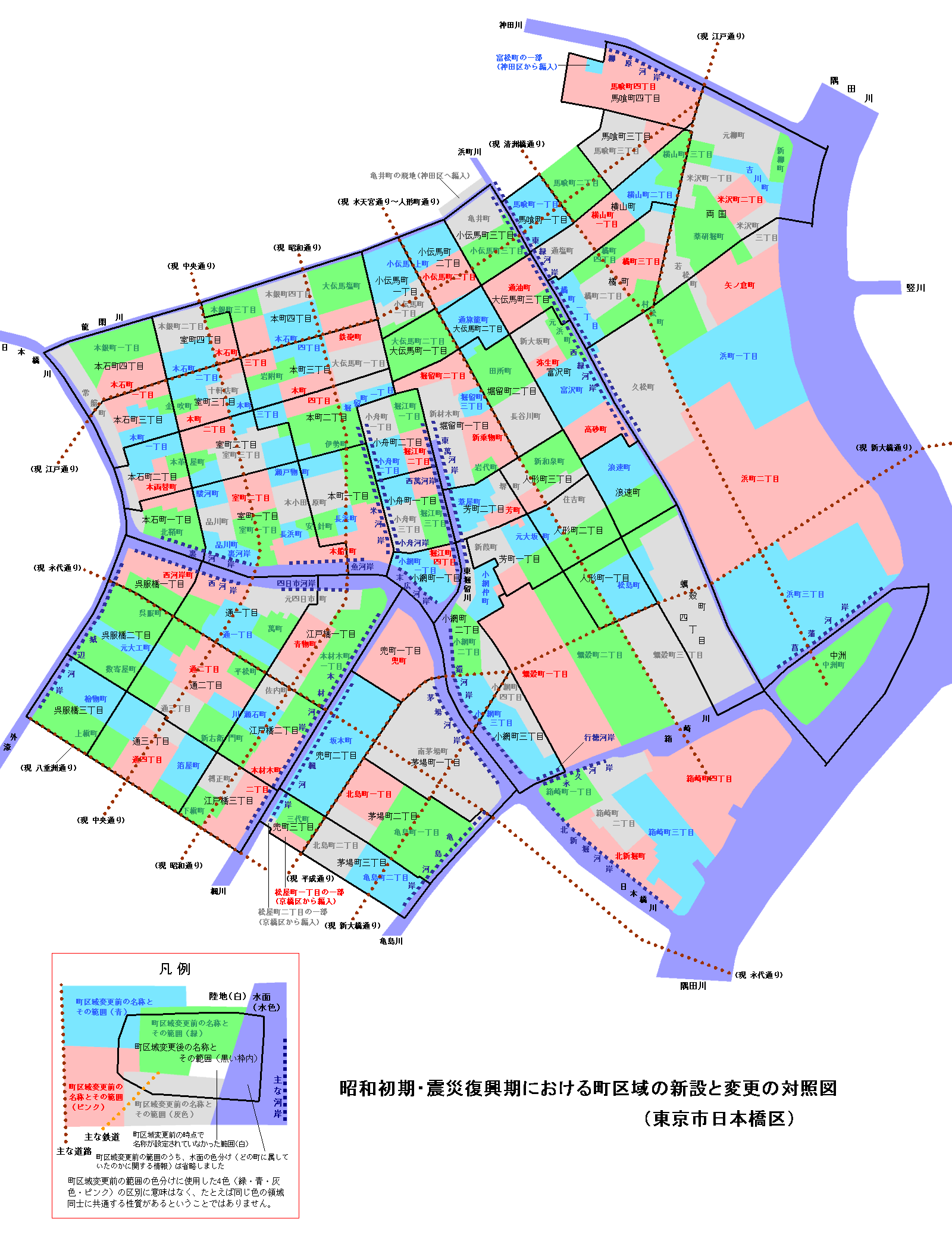
昭和初期の日本橋区の町名再編

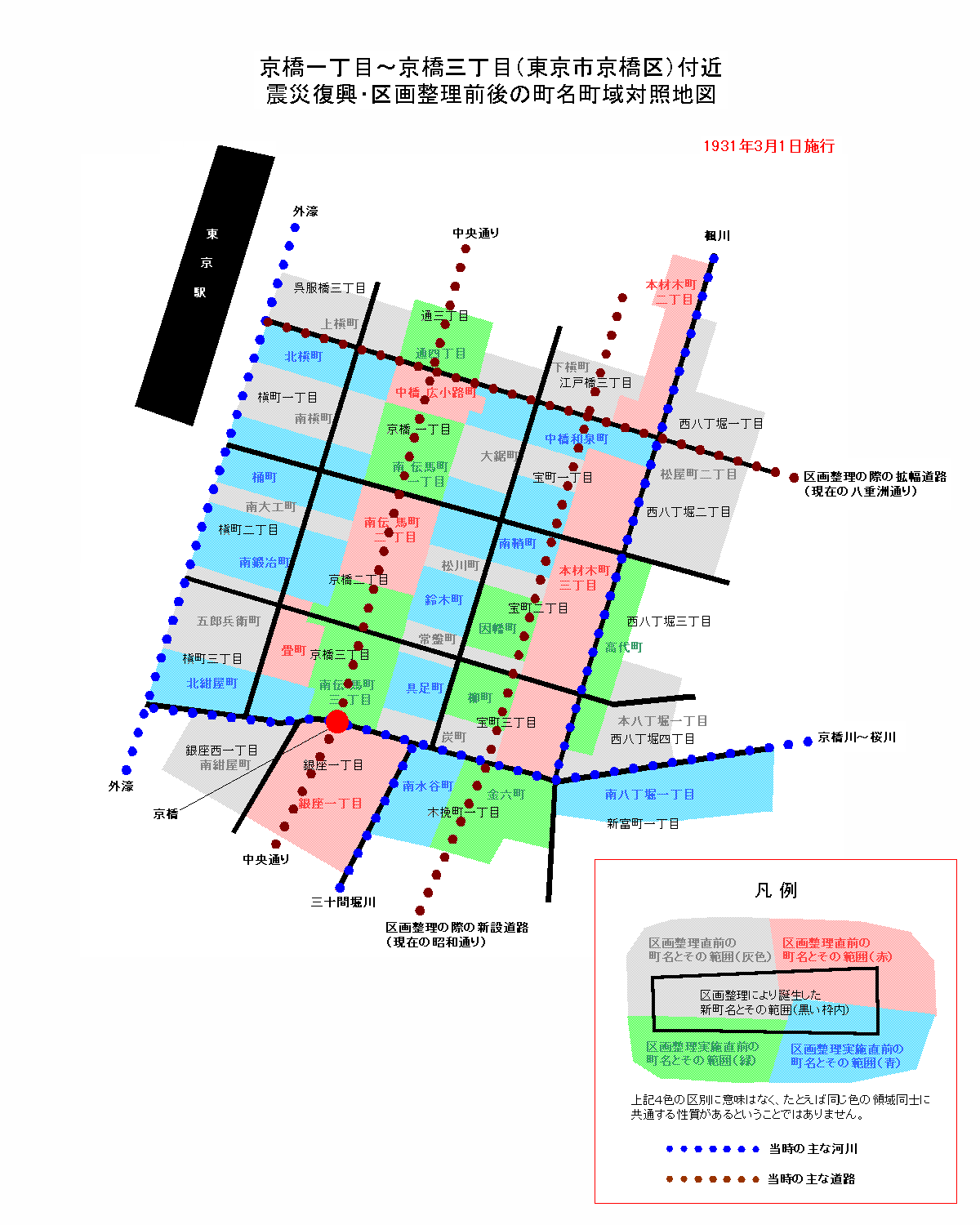
昭和初期の京橋地域の町名再編

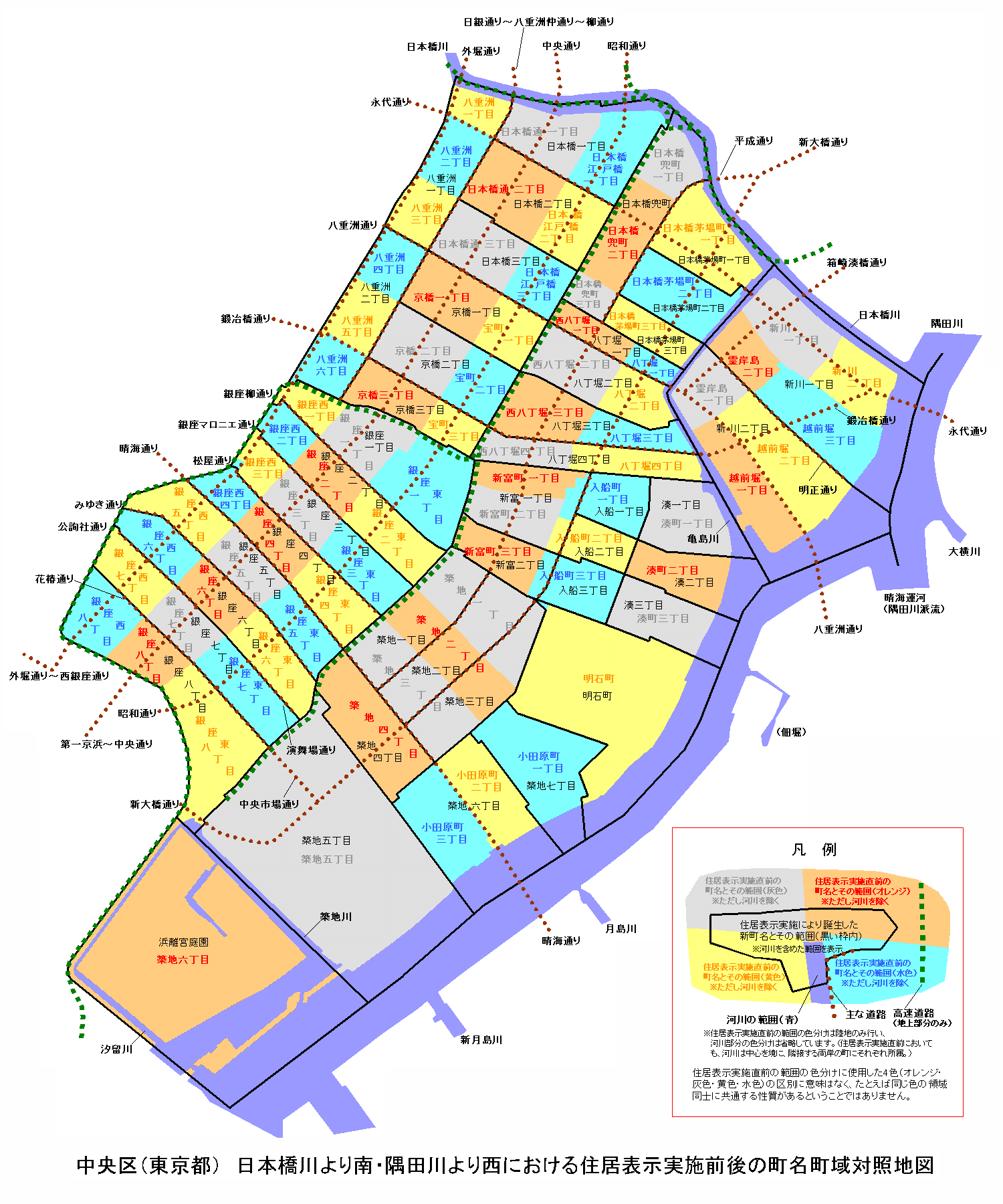
中央区の住居表示対照図

現行行政地名としての「八重洲」は、1954年（昭和29年）の町名変更によって成立したものである。

### 現在の八重洲一丁目（旧日本橋区域）
八重洲一丁目は旧日本橋区である。1872年時点では以下の町名があった。
- 西河岸町
- 呉服町
- 元大工町
- 数寄屋町
- 檜物町
- 上槇町

1928年（昭和3年）に呉服橋一丁目から呉服橋三丁目となった。1947年（昭和22年）の中央区成立時に「日本橋」を冠称して中央区日本橋呉服橋一丁目から日本橋呉服橋三丁目となった。旧日本橋区域ではすべての町名に「日本橋」が冠されることになったが、この後に行われる「八重洲」への改名により、現在の八重洲一丁目は旧日本橋区域で「日本橋」がつかない唯一の地域となる。

### 現在の八重洲二丁目（旧京橋区域）
八重洲二丁目は旧京橋区である。1872年時点では以下の町名があった。
- 北槇町
- 南槇町
- 桶町
- 南大工町
- 南鍛冶町
- 五郎兵衛町
- 北紺屋町

1931年（昭和6年）に槇町一丁目から槇町三丁目となった。1947年（昭和22年）の中央区成立時に中央区槇町一丁目から槇町三丁目となった。

### 1954年の「八重洲」成立以後
日本橋呉服橋一丁目から日本橋呉服町三丁目と槇町一丁目から槇町三丁目は、1954年（昭和29年）に八重洲一丁目から八重洲六丁目に改名された。
この八重洲一丁目から八重洲六丁目は住居表示によって再々編され、八重洲一丁目から八重洲三丁目が八重洲一丁目に変更（1973年実施）、八重洲四丁目から八重洲六丁目が八重洲二丁目に変更（1978年実施）されている。

## 世帯数と人口
2023年（令和5年）1月1日現在（中央区発表）の世帯数と人口は以下の通りである。なお、二丁目の人口は0人である。
| 丁目         | 世帯数 | 人口 |
| ------------ | ------ | ---- |
| 八重洲一丁目 | 19世帯 | 35人 |

### 人口の変遷
国勢調査による人口の推移。
| 年                 | 人口 |
| ------------------ | ---- |
| 1995年（平成7年）  | 147  |
| 2000年（平成12年） | 142  |
| 2005年（平成17年） | 137  |
| 2010年（平成22年） | 154  |
| 2015年（平成27年） | 93   |
| 2020年（令和2年）  | 38   |

### 世帯数の変遷
国勢調査による世帯数の推移。
| 年                 | 世帯数 |
| ------------------ | ------ |
| 1995年（平成7年）  | 76     |
| 2000年（平成12年） | 75     |
| 2005年（平成17年） | 90     |
| 2010年（平成22年） | 101    |
| 2015年（平成27年） | 53     |
| 2020年（令和2年）  | 30     |

## 学区
区立小・中学校に通う場合、学区は以下の通りとなる（2025年4月現在）。
| 丁目         | 番地 | 小学校             | 中学校               |
| ------------ | ---- | ------------------ | -------------------- |
| 八重洲一丁目 | 全域 | 中央区立城東小学校 | 中央区立日本橋中学校 |
| 八重洲二丁目 | 全域 | 中央区立城東小学校 | 中央区立銀座中学校   |

## 事業所
2021年（令和3年）現在の経済センサス調査による事業所数と従業員数は以下の通りである。
| 丁目         | 事業所数  | 従業員数 |
| ------------ | --------- | -------- |
| 八重洲一丁目 | 307事業所 | 13,707人 |
| 八重洲二丁目 | 495事業所 | 10,522人 |
| 計           | 802事業所 | 24,229人 |

### 事業者数の変遷
経済センサスによる事業所数の推移。
| 年                 | 事業者数 |
| ------------------ | -------- |
| 2016年（平成28年） | 1,141    |
| 2021年（令和3年）  | 802      |

### 従業員数の変遷
経済センサスによる従業員数の推移。
| 年                 | 従業員数 |
| ------------------ | -------- |
| 2016年（平成28年） | 33,421   |
| 2021年（令和3年）  | 24,229   |

### 主な企業
- 国際興業本社
- JBCCホールディングス本社
- 商工組合中央金庫本店
- 信金中央金庫本店
- 住友生命保険東京本社（登記上の本店は大阪市中央区）
- 東京建物本社
- 東ソー本社（登記上の本店は山口県周南市）
- 東陽テクニカ本社
- 船井総合研究所東京本社
- みずほ証券本店営業第一部 - リテール部門の本部
- 三井化学本社
- ヤンマー東京支社
- オンキヨー&パイオニア東京オフィス

## 地域
教育
- 中央区立城東小学校

商業施設
- 八重洲地下街

## 観光
- 福島県八重洲観光交流館 - 福島県アンテナショップ
- 北海道フーディスト八重洲店 - 北海道アンテナショップ

## 交通

### 一般道路
南北に延びる道路を西からの順
- 東京都道405号外濠環状線（外堀通り）
- 八重洲仲通り・柳通り

東西に延びる道路を北からの順
- 国道20号（永代通り）
- さくら通り
- 八重洲北口通り
- 養珠院通り
- 八日通り
- 東京都道408号八重洲宝町線（八重洲通り）
- 京橋宝通り
- 鍛冶橋通り
- 京橋大根河岸通り

### 高速道路
- 首都高速道路
  - 首都高速八重洲線（八重洲トンネル）
    - 八重洲出入口・八重洲乗客降り口 - 丸の内出口
- 東京高速道路

### 地下駐車場
八重洲地下街の真下の地下2階、東京駅に直結する場所に東京駅八重洲パーキングがあり、八重洲通り沿いの東駐車場および外堀通り沿いの西駐車場の平面式および機械式の駐車場合わせて700台以上収容可能となっている。

## 文化財
- 一石橋迷子しらせ石標（東京都指定有形文化財）
- 一石橋の親柱（中央区民有形文化財）[55][56]
- 板絵着色お千世の図額 附 目録（中央区民有形文化財） - 小村雪岱の板絵。花柳章太郎が日本橋西河岸地蔵寺に奉納[57]。

## 出身・ゆかりのある人物
- 竹久夢二（画家）- 1914年（大正3年）、呉服町に「港屋絵草紙店」を開いた。呉服橋交差点角のみずほ信託銀行本店（一丁目2-1）に記念碑がある[58][59]。
- 田中長兵衛（鉱山及び製鉄事業主）- 1864年、北紺屋町に店を構え、関東大震災で焼失するまでここを本店とした。
- 千葉勝五郎（金貸し）[60] - 五郎兵衛町に居住した。
- 千葉亀之助（金融業、日本製罐相談役）

## その他

### 日本郵便
- 集配担当する郵便局と郵便番号は以下の通りである[61]。

| 丁目         | 郵便番号 | 郵便局               |
| ------------ | -------- | -------------------- |
| 八重洲一丁目 | 103-0028 | にほんばし蔵前郵便局 |
| 八重洲二丁目 | 104-0028 | 晴海郵便局           |